# Пилястра

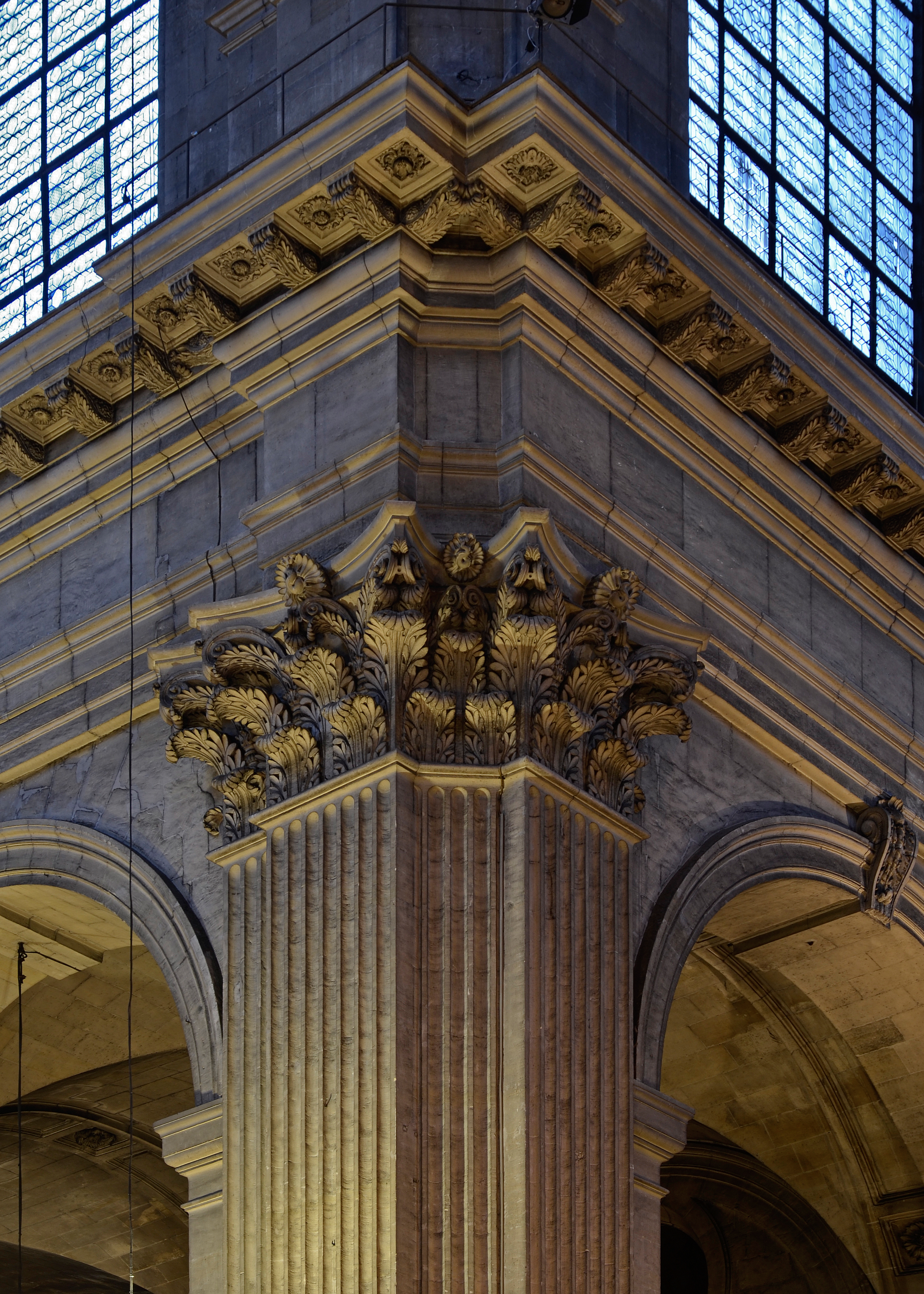
Две коринфские пилястры в церкви Сен-Сюльпис (Париж)

Пиля́стра (также пиля́стр, итал. pilastro от лат. pilae — «колонна», «столб») — плоский вертикальный выступ прямоугольного сечения, обычно имеющий (в отличие от лопатки или лизены) базу и капитель; тем самым пилястра схожа с колонной, но отличается от круглой колонны или полуколонны прямоугольным сечением. Подобно колонне пилястра с капителью и базой связана с антаблементом и в этом качестве является частью архитектурного ордера. В подобных случаях пилястры, подобно колоннам, отражают пропорциональные и стилевые особенности различных архитектурных ордеров, имеют каннелюры и сложнопрофилированные базы.
Пилястра не является конструктивным элементом, её функция метафорична и декоративна: она лишь изображает опору на поверхности стены. Опорные, конструктивные элементы квадратного или прямоугольного сечения называются пилоном или контрфорсом. Рудольф Виттковер, имея в виду интерпретацию роли пилястр в трактате Леона Баттисты Альберти «Десять книг о зодчестве» (1452), писал: «Пилястра — это логическое преобразование колонны в украшение. Её можно считать сплюснутой колонной, которая потеряла свою трёхмерность и тактильную ценность».
В эпоху Возрождения миниатюрные декоративные пилястры использовали в оформлении мебели: по углам шкафов, секретеров или бюро. В архитектуре маньеризма и барокко пилястры часто комбинировали с колоннами или полуколоннами, а также удваивали: в этом случае архитекторы применяли так называемые раскреповки. Примечательны пилястры в большом ордере, где они визуально объединяют несколько этажей здания.
В период «петровского барокко» в Санкт-Петербурге первой четверти XVIII века использовали кирпичную кладку «с напуском», имитируя таким образом классицистические и барочные пилястры невысоким рельефом, подчёркивая ордерность двуцветной окраской. Такой приём стал столь характерным, что историк архитектуры А. И. Некрасов назвал этот период в развитии русской архитектуры «пилястровым».

## Галерея

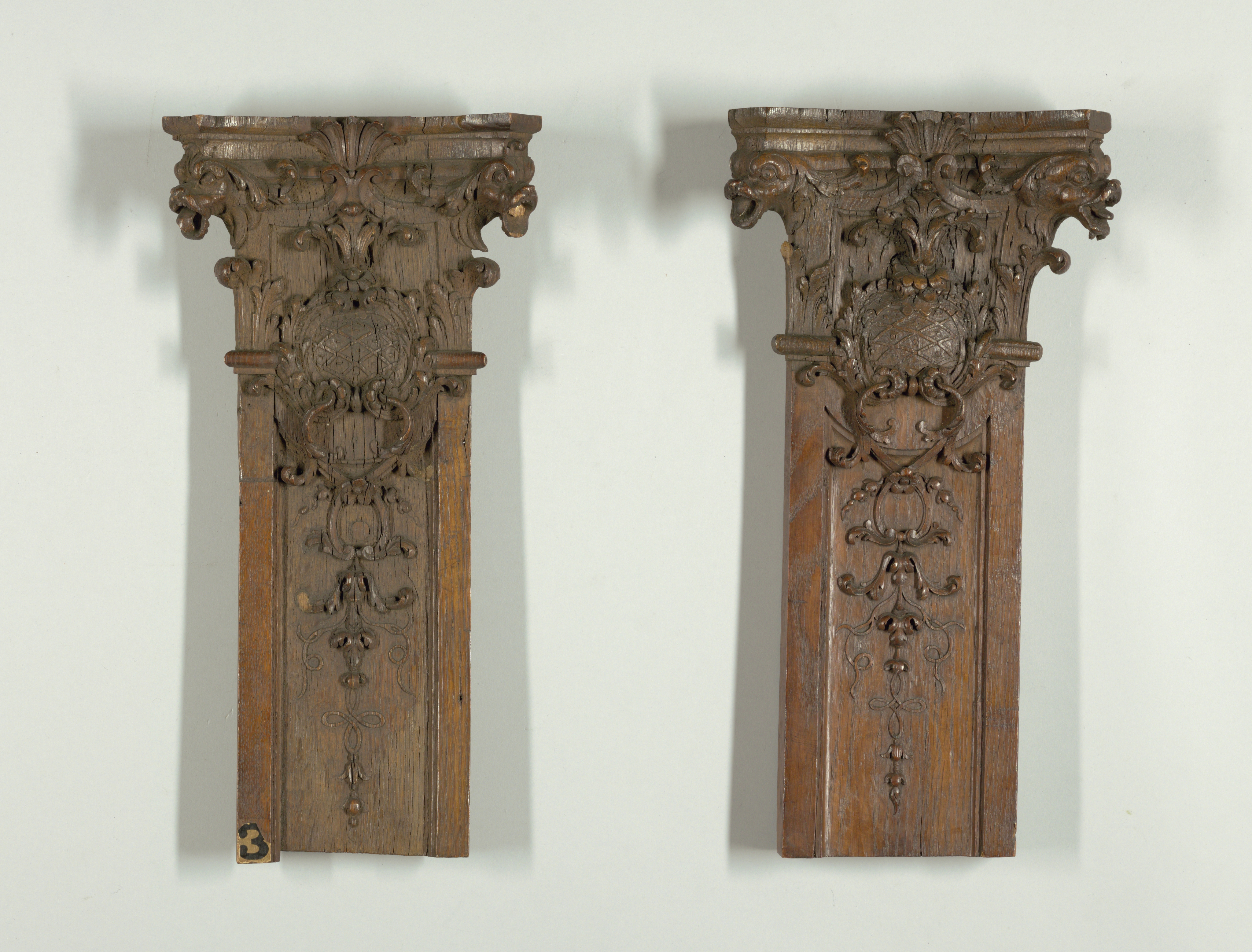
Два фрагмента французских пилястр из дуба, в Смитсоновском музее дизайна Купера Хьюитта (Нью-Йорк)
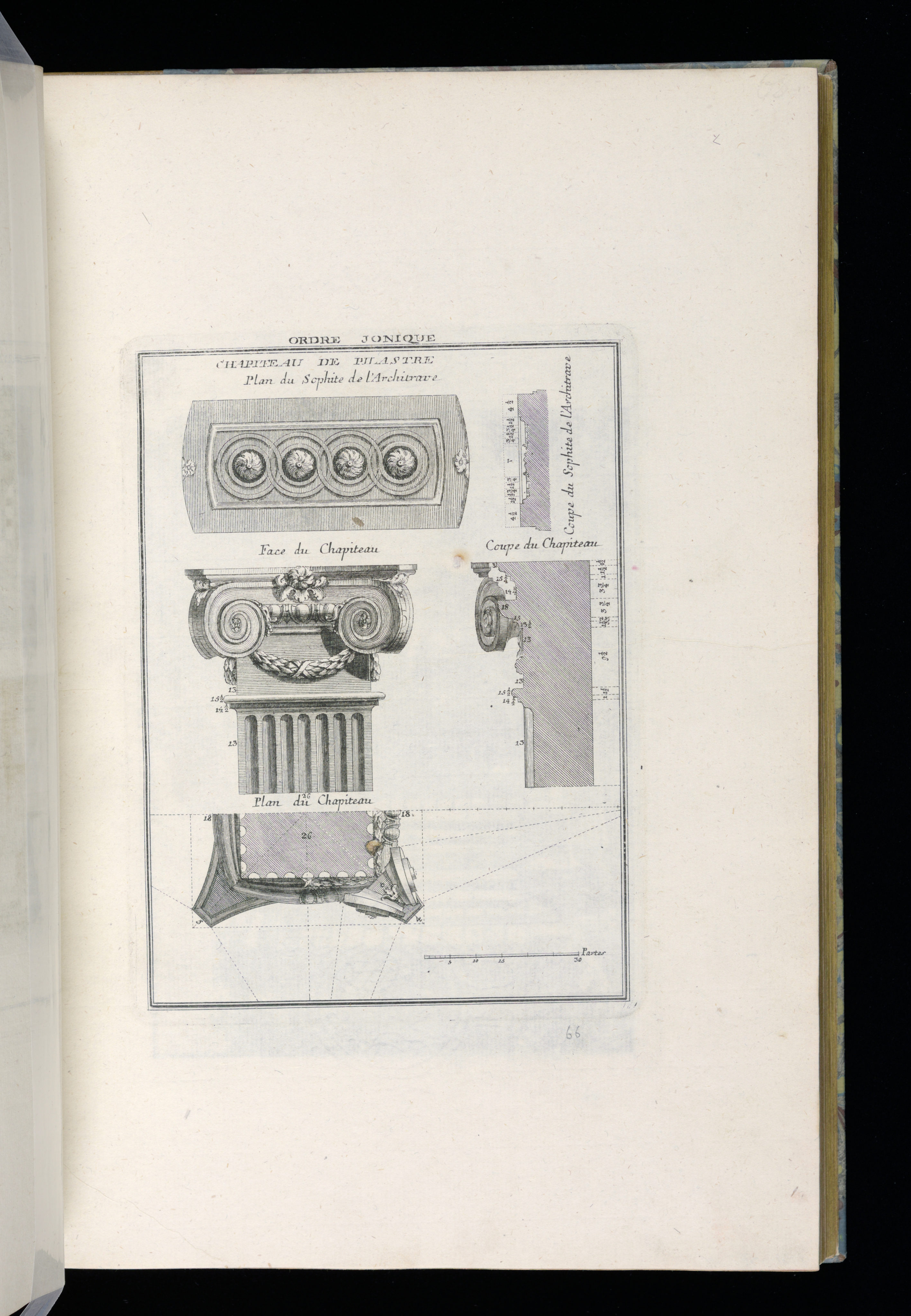
Иллюстрации ионических пилястр с гирляндами на столицах из Германии, в Смитсоновском музее дизайна Купера Хьюитта
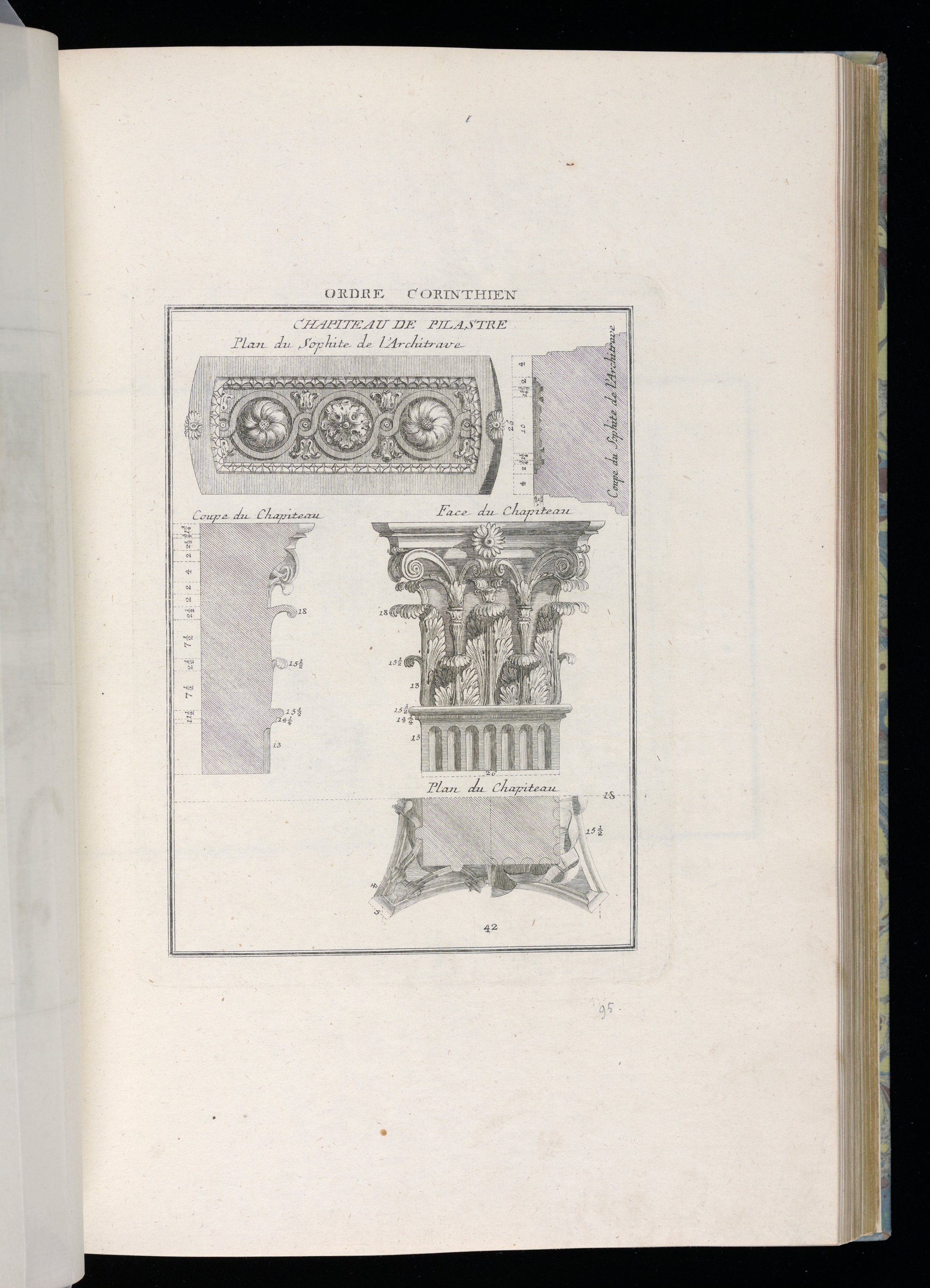
Иллюстрации коринфских пилястр из Германии, в Смитсоновском музее дизайна Купера Хьюитта
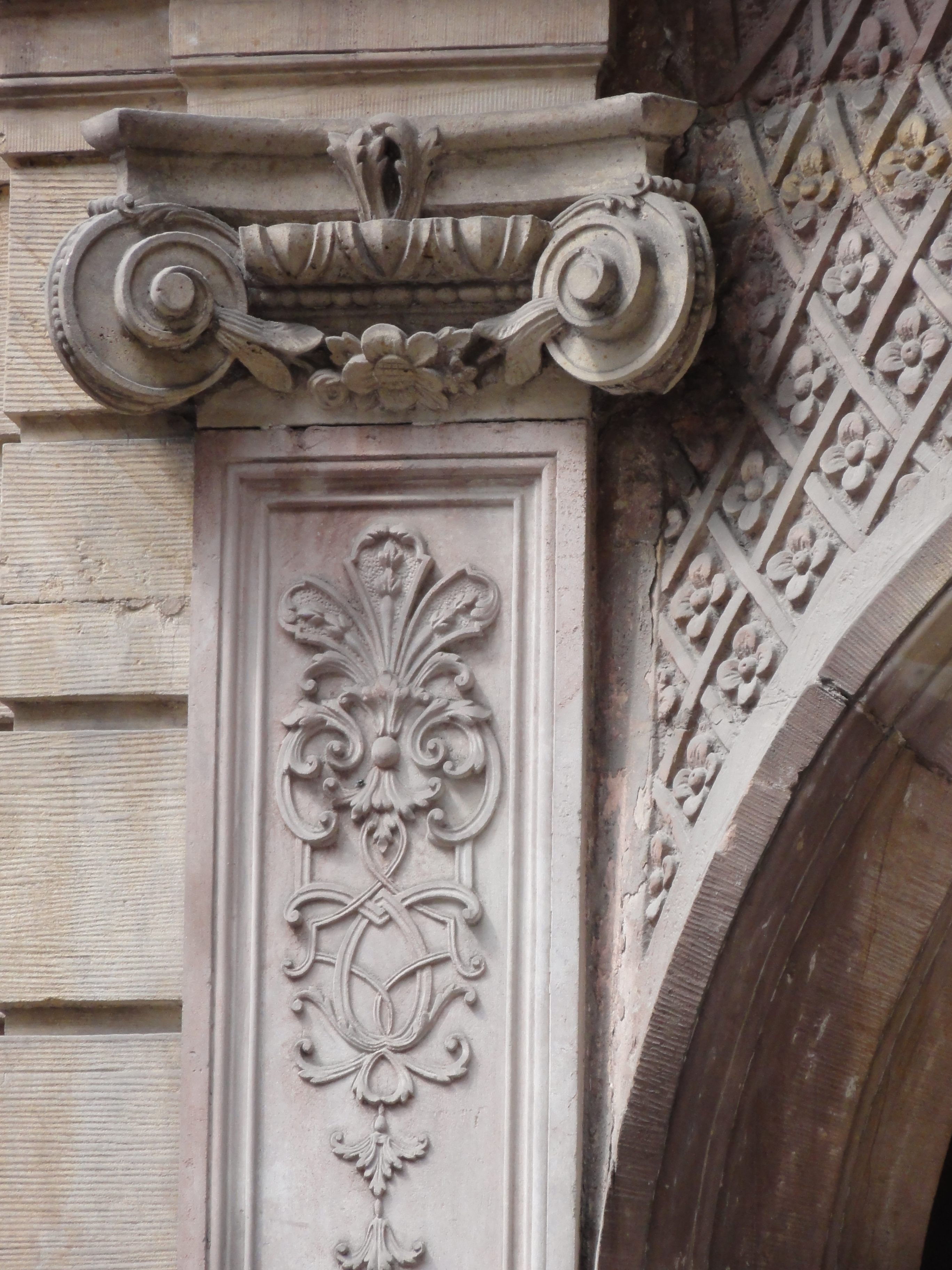
Ионическая пилястра в Страсбурге (Франция)
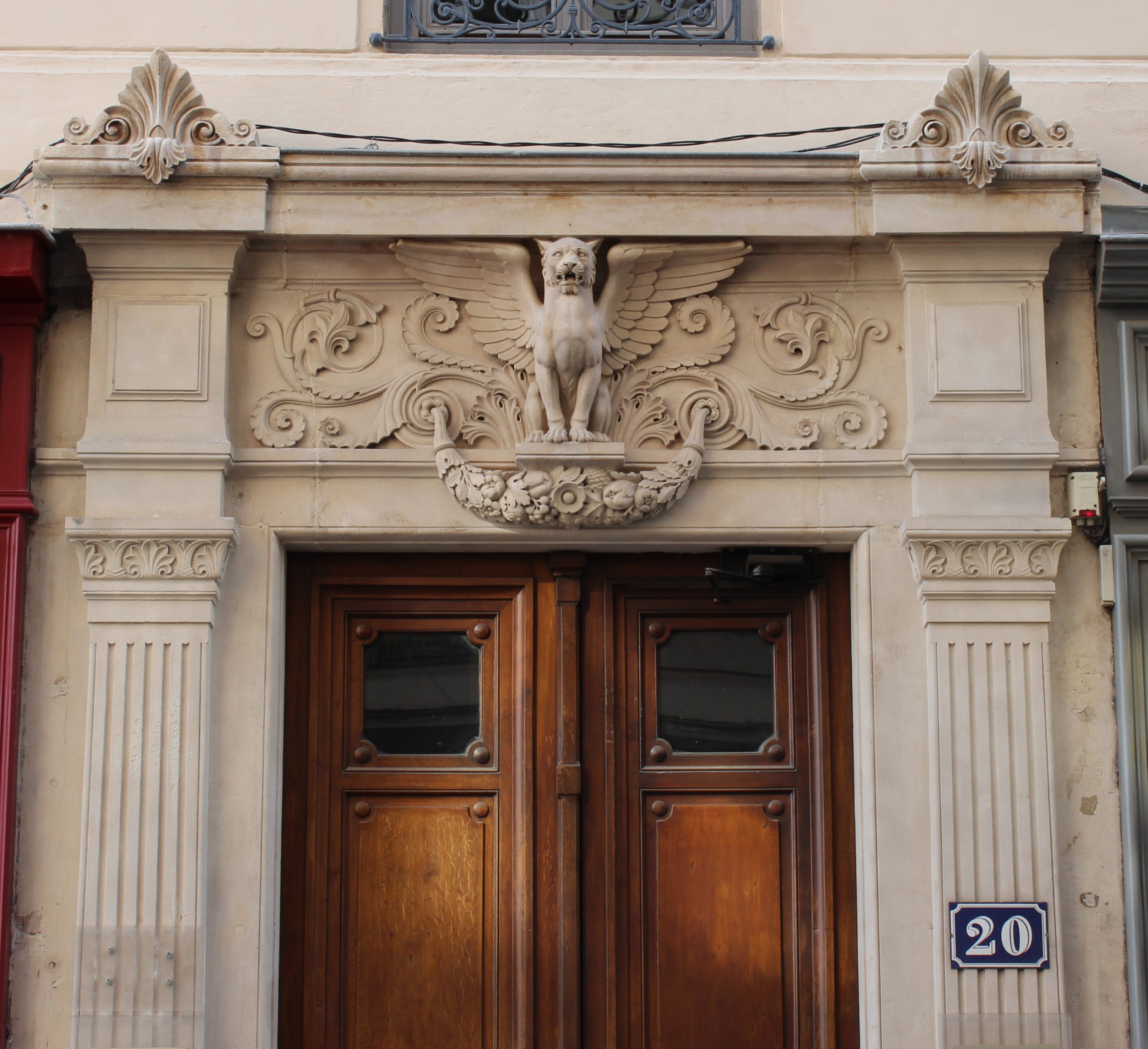
Пара пилястр в Лионе (Франция)
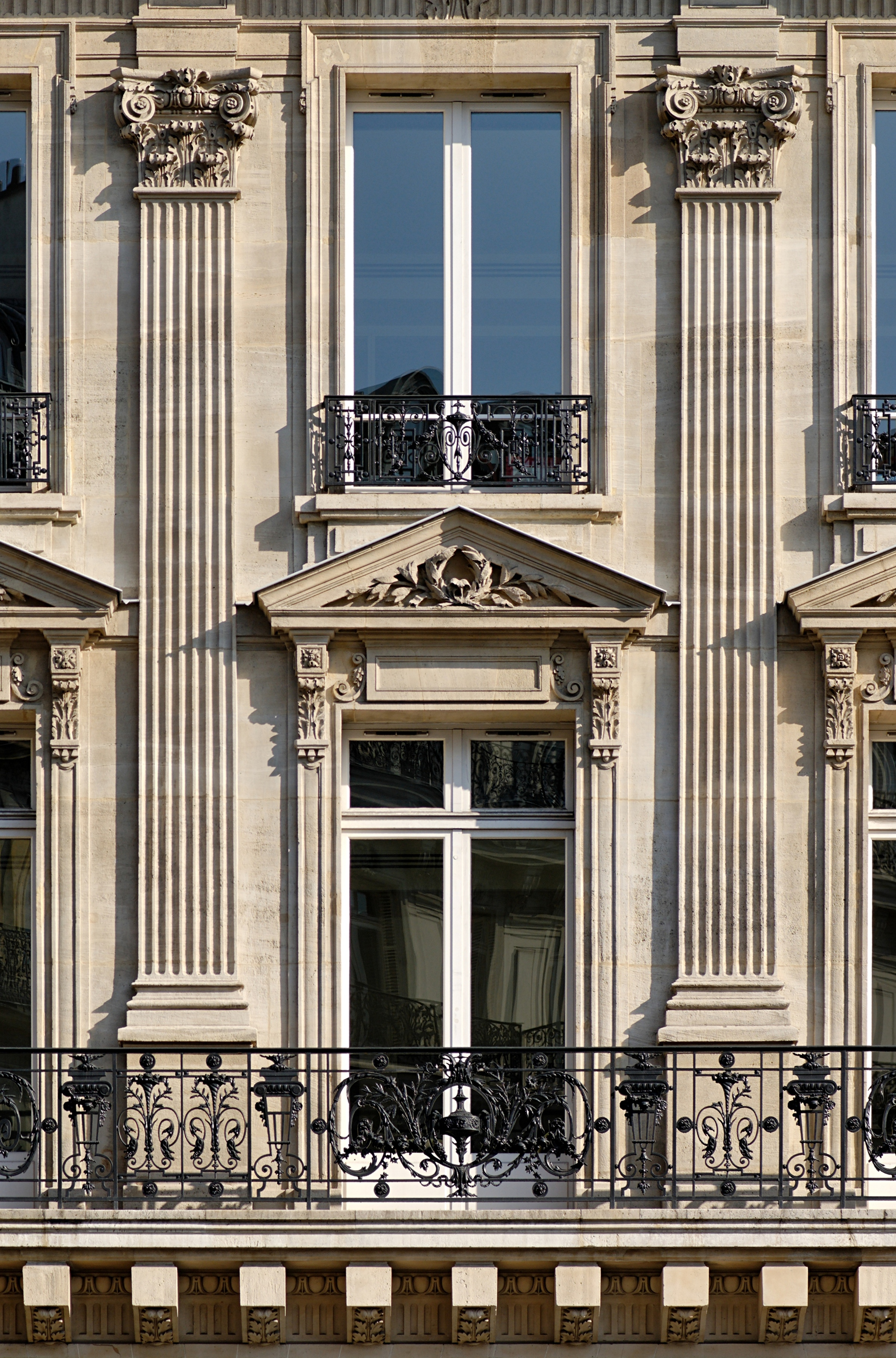
Пилястры здания на авеню Опера[фр.] (Париж)
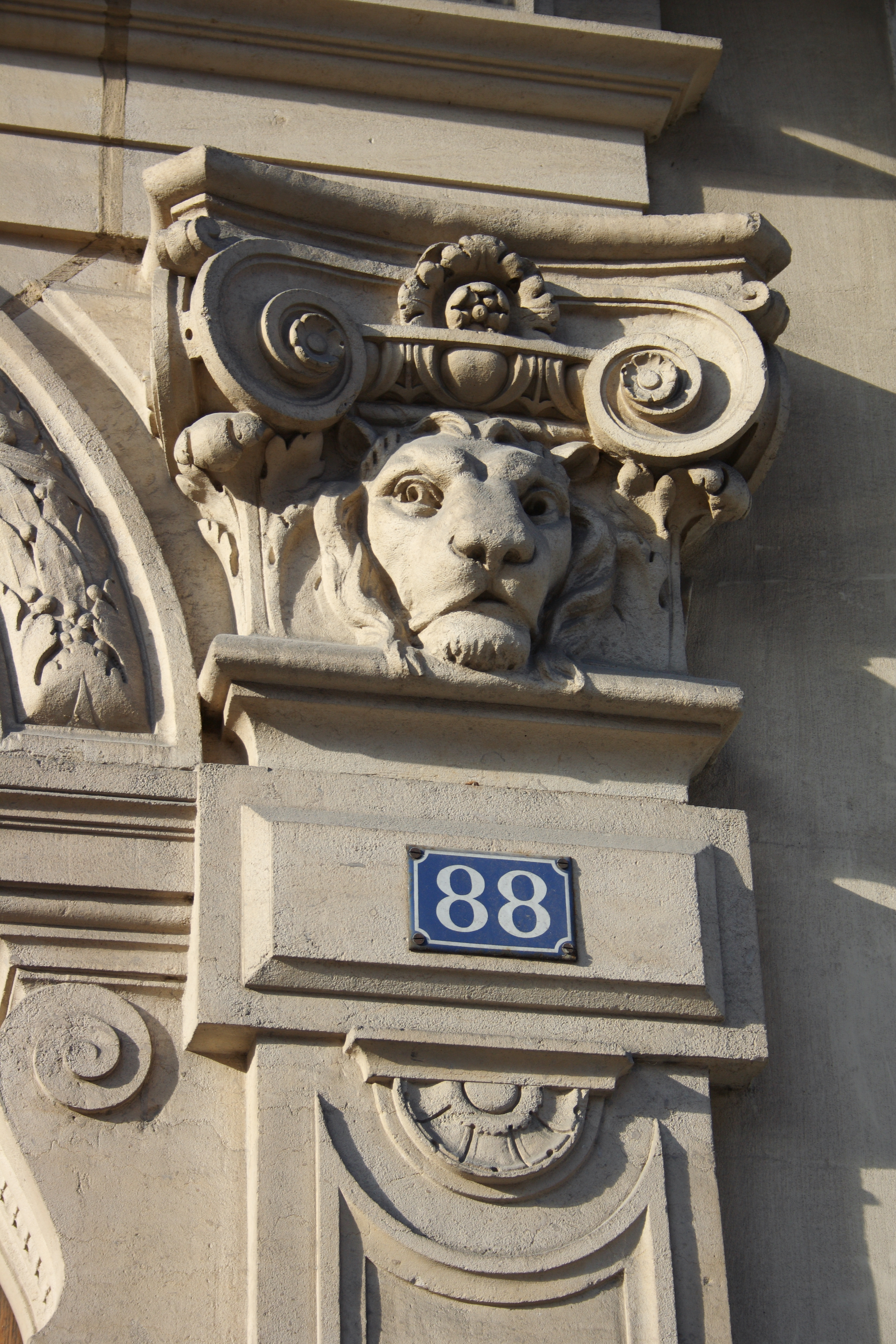
Пилястра с головой льва в Париже
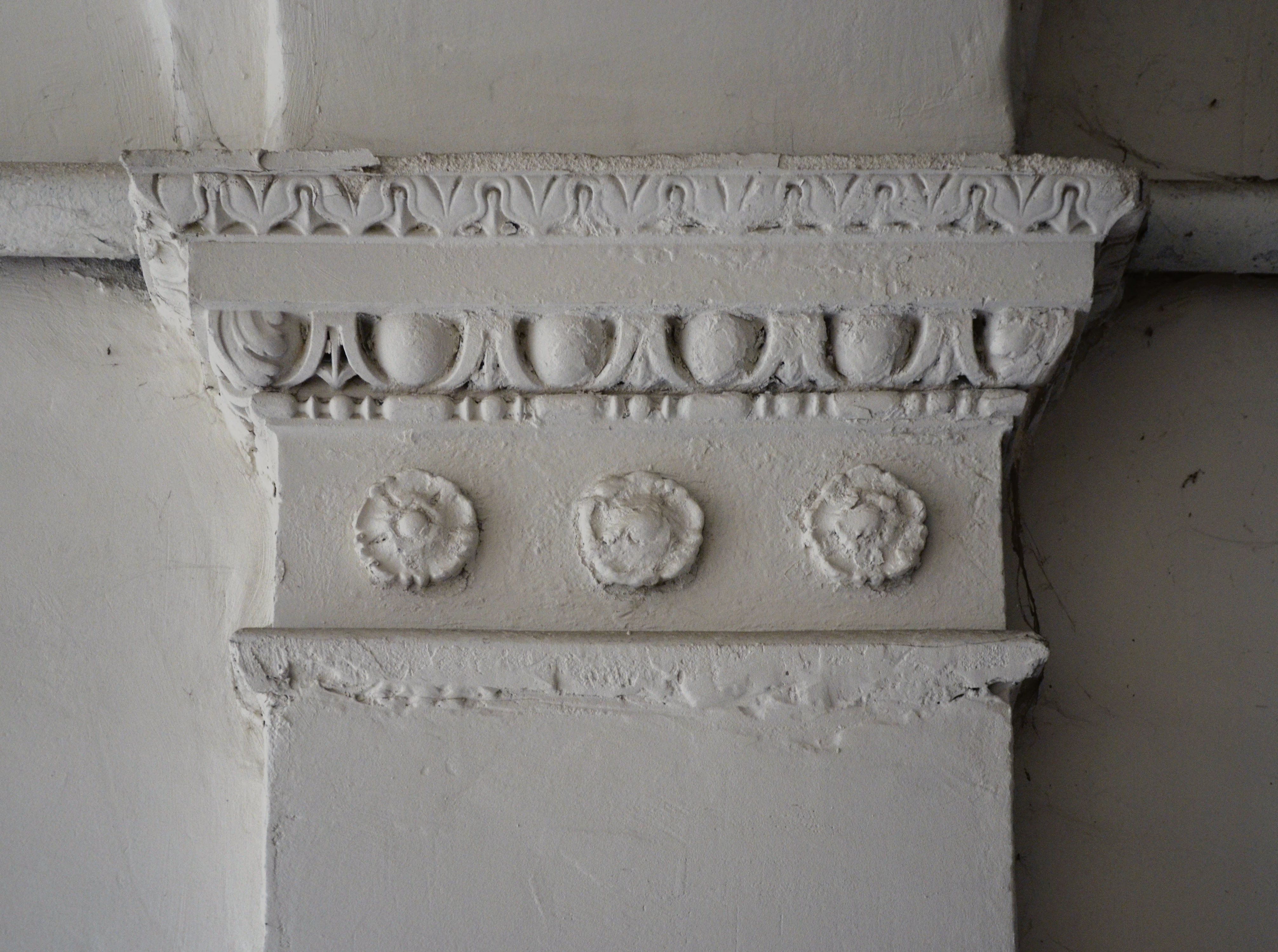
Капитель дорического пилястра во Львове (Украина)
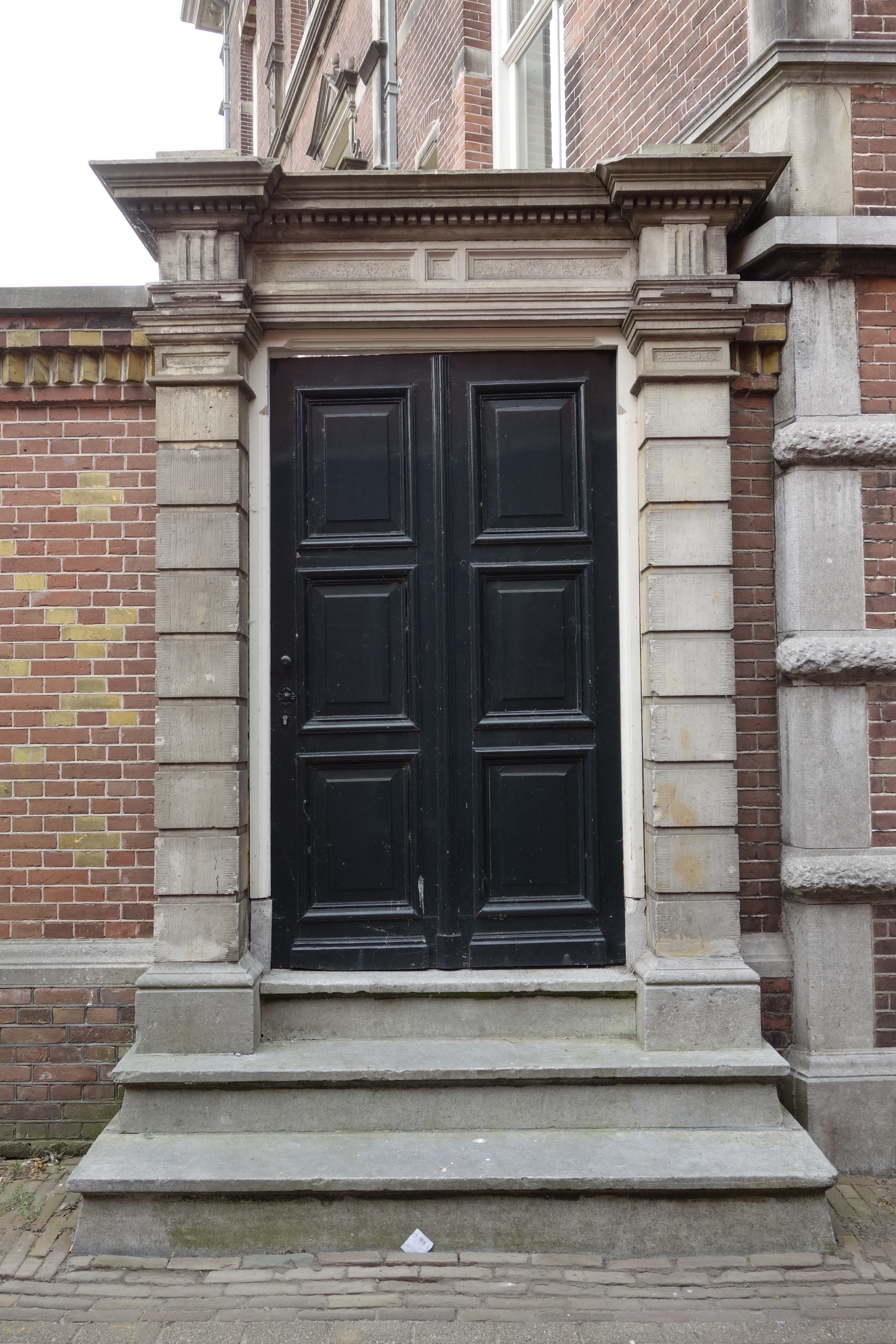
Пара дорических пилястр в Энкхёйзене (Нидерланды)